# 奧列霍沃祖耶沃區

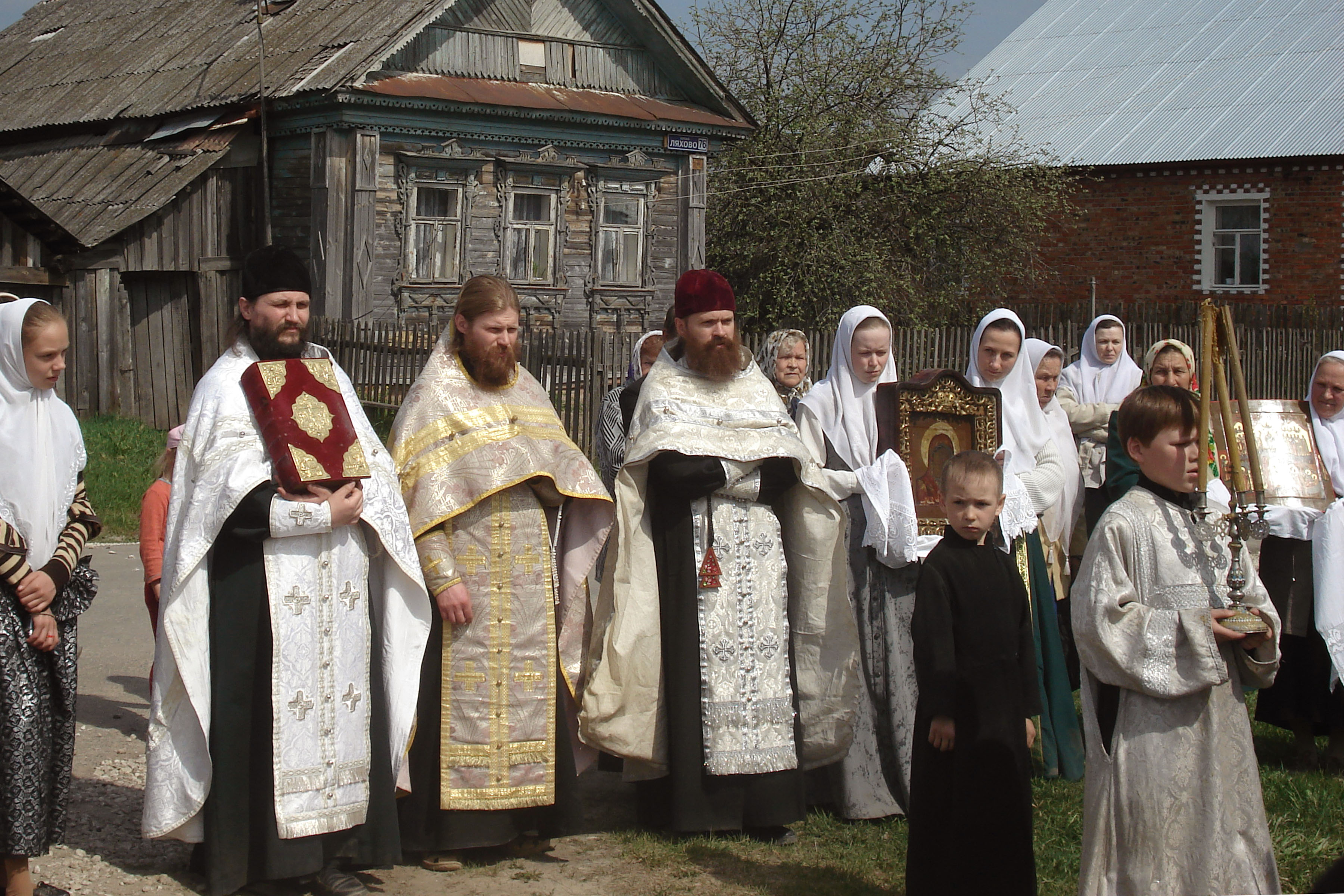

55°49′N 38°59′E / 55.817°N 38.983°E
奧列霍沃祖耶沃區（俄语：Орехово-Зуевский район），是俄羅斯西部莫斯科州的一個區，面積1,821.28平方公里，2010年人口121,916人，人口密度每平方公里66.94人。